# ハワード・ロビンソン (労働運動家)
ハワード・ロビンソン（Howard Robinson、1926年 - ）は、アメリカ合衆国の労働運動家である。

## 経歴・人物
ニューヨークに生まれ、バッファロー大学に入学する。大学卒業後はRCAに入社し、同社が経営する放送労働組合地方支部の幹部を務めた。その後はアメリカ国内にて労働組合運動に携わり、1959年（昭和34年）に来日し沖縄にて国際自由労働組合総連盟（ICFTU）の支部を設立し初代所長に就任する。
その後は沖縄のアメリカ軍基地に勤務する労働者に当時彼らは労働基本権を持っていなかった事により支援し、その労働条件を改善するために琉球列島米国民政府に戒告した。またこの頃に沖縄に住む在日アメリカ人からの抗議や妨害等も勃発したが、ロビンソンは絶望せず全沖縄軍労働組合を結成し後に駐日アメリカ合衆国大使館に勤務し外交官としても活動した。